# 2-Brompentan
2-Brompentan ist eine chemische Verbindung aus der Gruppe der Halogenkohlenwasserstoffe, genauer der Bromalkane.

## Isomere
2-Brompentan kommt in zwei stereoisomeren Formen vor, dem (R)-2-Brompentan und (S)-2-Brompentan. Wenn in der wissenschaftlichen Literatur oder in diesem Artikel von „2-Brompentan“ ohne jeden weiteren Zusatz die Rede ist, meint man stets das Racemat, also (RS)-(±)-2-Brompentan, ein 1:1-Gemisch von (R)- und (S)-2-Brompentan.
Weiterhin existiert eine Reihe von Konfigurationsisomeren wie 1-Brompentan, 3-Brompentan oder 1-Brom-2,2-dimethylpropan.

## Gewinnung und Darstellung
2-Brompentan wird durch Reaktion von 2-Pentanol mit Bromwasserstoff dargestellt.

## Eigenschaften
2-Brompentan ist eine farblose bis gelbliche Flüssigkeit, die praktisch unlöslich in Wasser ist. Es bildet leicht entzündliche Dampf-Luft-Gemische. Die Verbindung hat einen Flammpunkt bei 20 °C.